# 南空知消防組合
南空知消防組合（みなみそらちしょうぼうくみあい）は、栗山町、由仁町、長沼町、南幌町の4町で構成する一部事務組合（消防組合）。

## 管内の現況
管内の人口 - 35,041人
- 栗山町 - 11,699人
- 由仁町 - 5,116人
- 長沼町 - 10,743人
- 南幌町 - 7,483人

2019年（令和元年）7月現在
管内の世帯数 - 16,697世帯
- 栗山町 - 5,867世帯
- 由仁町 - 2,431世帯
- 長沼町 - 4,957世帯
- 南幌町 - 3,442世帯

2019年（令和元年）7月現在
管内の面積 - 587.55 km2
- 栗山町 - 203.93 km2
- 由仁町 - 133.74 km2
- 長沼町 - 168.52 km2
- 南幌町 - 81.36 km2

2018年（平成30年）10月1日現在

## 沿革
- 1972年（昭和47年）4月1日 - 南空知消防組合が発足する。

## 組織
消防職員の数は2017年（平成29年）4月1日現在、104人である。
- 消防長
  - 総務課
  - 警防課
  - 消防署
    - 分遣所（角田、継立）
    - 由仁支署
      - 分遣所（由仁、三川）

    - 長沼支署
      - 分遣所（北長沼、南長沼）

    - 南幌支署